# 平成9年台風第19号
平成9年台風第19号（へいせい9ねんたいふうだい19ごう、国際名：オリーバ〔Oliwa〕）は、1997年（平成9年）9月に発生し、日本に被害を出した台風である。この台風の国際名Oliwaは、太平洋北西部ではなく太平洋北中部の名前リストのものであり、当時この台風は、平成27年台風第12号が長崎県佐世保市に上陸するまで記録に残る限り日本に上陸した唯一のハリケーンだった。

## 概要

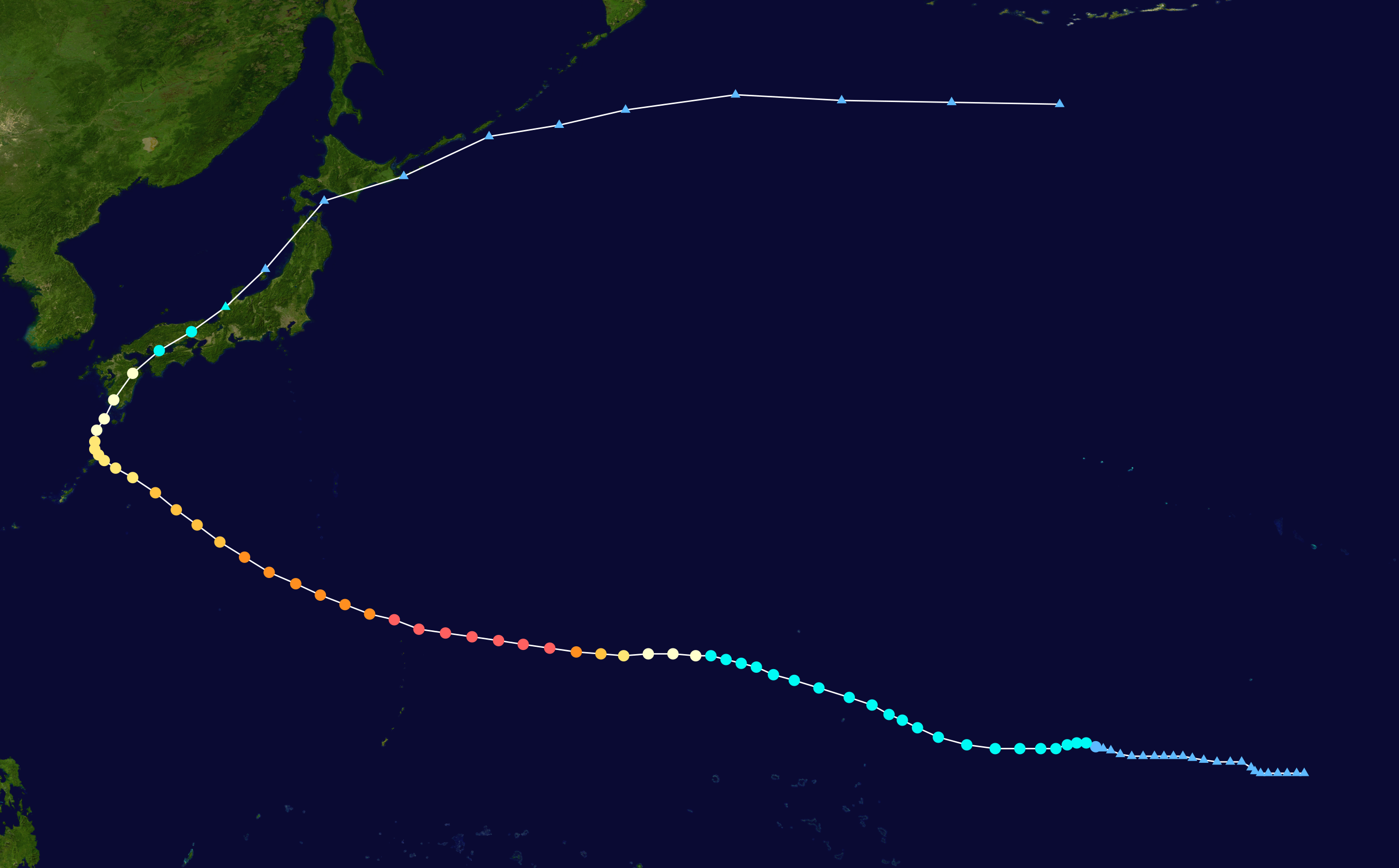
進路図

台風19号は当初、9月4日にマーシャル諸島の東海上で発生したハリケーンであったが、直後に日付変更線を越え「越境台風」となった。台風は発達しながら西に進み、11日には中心気圧915ヘクトパスカル、最大風速50m/sまで発達し、大型で非常に強い台風となった。15日に奄美諸島付近で進路を北寄りに変えたが、次第に速度が遅くなり、九州の南海上で停滞。そのため九州では長時間に渡り大雨と暴風に見舞われ、被害の大半が九州地方に集中する結果となった。16日8時過ぎ、台風は中心気圧960ヘクトパスカル、最大風速40m/sの強い勢力で鹿児島県枕崎市付近に上陸した。その後九州を縦断し、瀬戸内海を通って17日0時頃に岡山県倉敷市付近に再上陸。17日早朝に若狭湾に進み、6時には温帯低気圧に変わって日本海沿岸沿いに北東進した。
台風と前線の影響により、奄美諸島から九州、四国の太平洋側、中国地方、紀伊半島から東海地方を中心に大雨が降った。宮崎県えびの市では16日の日降水量が688mmとなり、期間降水量が969mmになったほか、鹿児島県や宮崎県、大分県や紀伊半島などでは、一部で期間降水量が600mmを超えた。また、台風が強い勢力で上陸したため、鹿児島県枕崎市で最大瞬間風速49.0m/sを観測するなど、九州南部を中心に暴風となった。16日には鹿児島県佐多岬で6.98mの有義波高を観測している。
なお、14日には奄美諸島で高潮による被害が発生したほか、九州地方南部や中国・四国地方などでは、台風の接近が大潮の満潮と重なったため潮位が高くなり、高潮や高潮による河川の逆流・氾濫により、浸水被害が発生した。

## 被害
- 死者：10名[6]
- 負傷者：26名[6]
- 住家全壊：35棟[6]
- 住宅半壊：39棟[6]
- 床上浸水：4,010棟[6]
- 床下浸水：13,535棟[6]
- 被害総額：402.6億円[12]